# Попович Ярослав Павлович

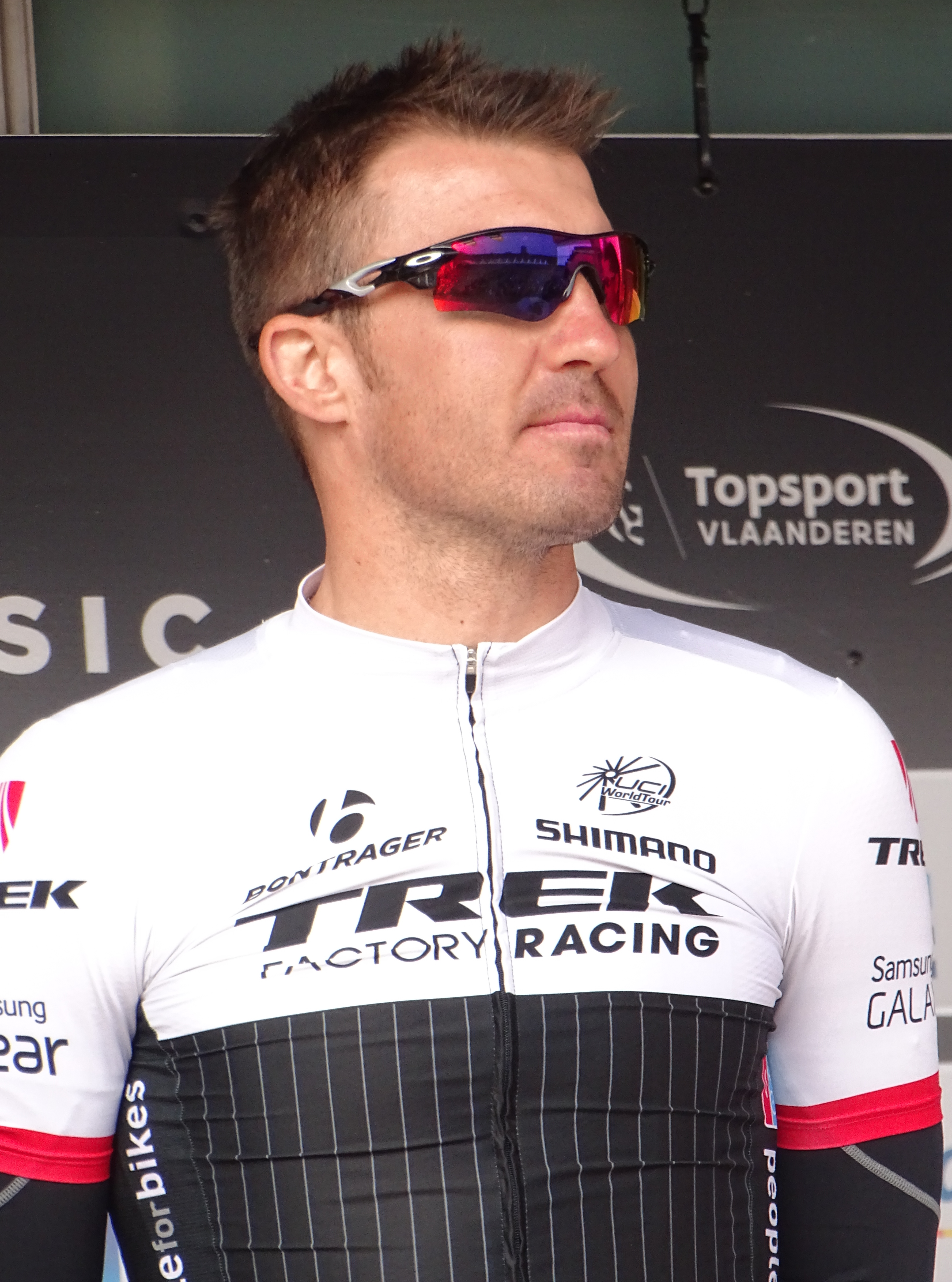
Шельда Ціна — Антверпен, Квітень 2015

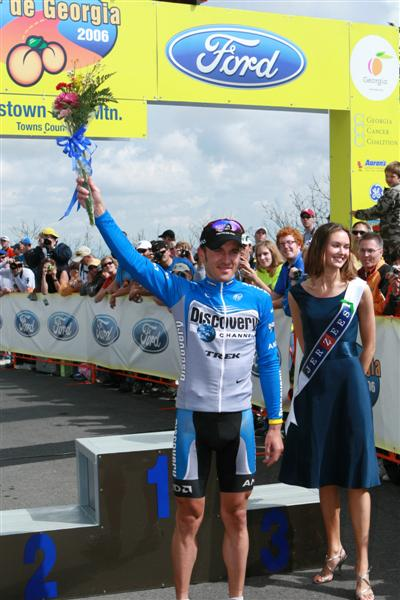
Ярослав Попович після Туру Джорджії (Tour de Georgia), 2006

Яросла́в Па́влович Попо́вич (нар. 4 січня 1980, с. Калинів, Львівська область) — в минулому український професійний велогонщик, а тепер менеджер команди «Трек Фектери Рейсинґ» (Trek Factory Racing, наступниця Radioshack-Nissan), найкращий молодий гонщик «Тур де Франс — 2005», третій призер «Джиро д'Італія» — 2003. Заслужений майстер спорту.

## Життєпис
Закінчив у 2005 році Дрогобицький державний педагогічний університет імені Івана Франка, факультет фізичного виховання у місті Дрогобич. Був одружений понад 10 років, в 2007-му році народився син Джейсон, від колишньої дружини Сінді. Мешкає в містечку Кваратто (Італія), що за 30 км від Флоренції.

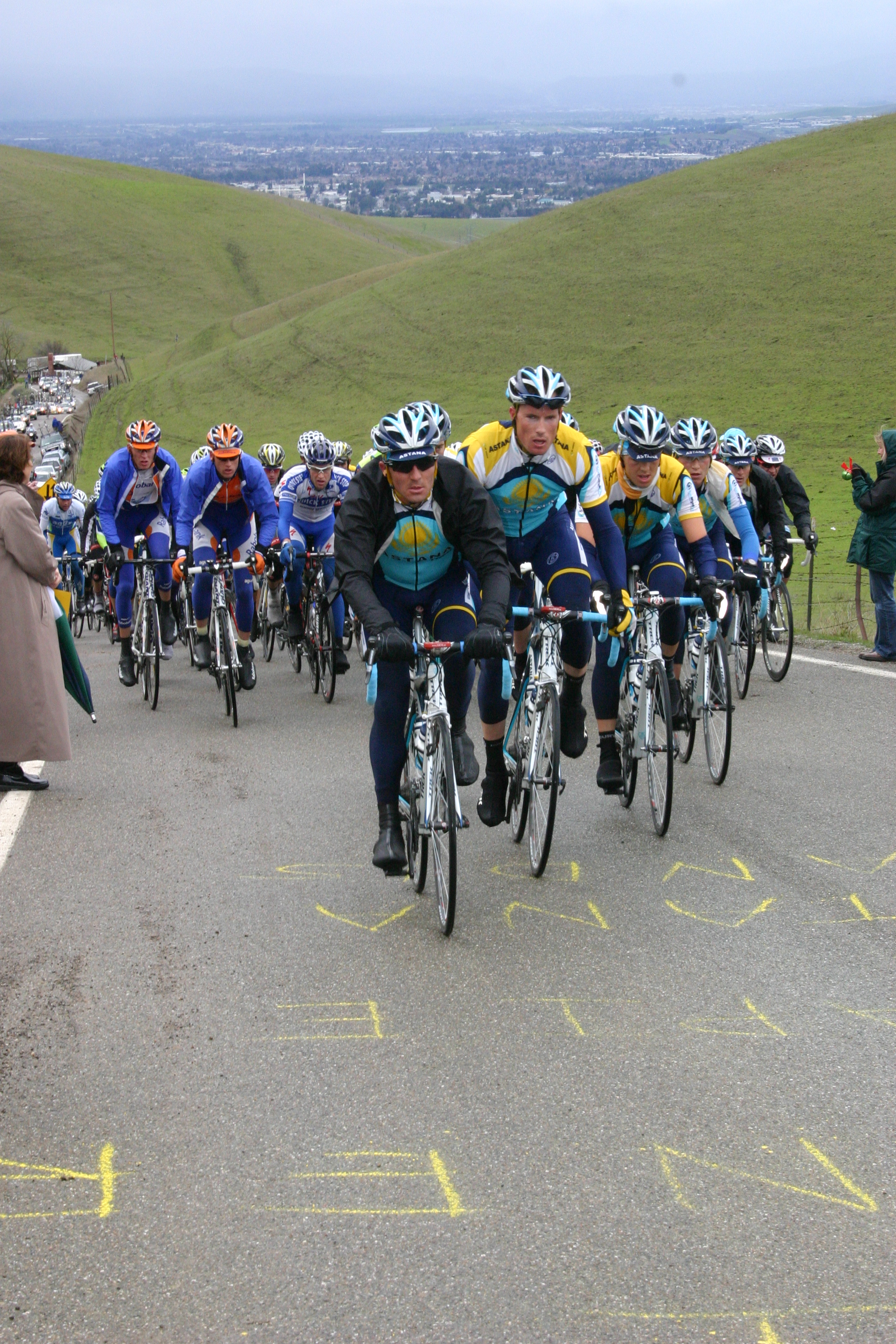
Я. Попович «тягне» команду «Астана» (Тур Каліфорнії-2009, позаду Ленс Армстронг)

### У спорті
Вихованець дрогобицької велошколи «Медик» (тренер: Ігор Романишин). З велосекції дитячо-юнацької спортивної школи у Дрогобичі, вже через чотири роки талановитий юнак переїхав до Броварів, в училище олімпійського резерву, де продовжив тренувальний процес у заслуженого тренера України Валерія Абаджі. Для Поповича то майже автоматично означало потрапляння в збірну України серед юніорів.
Зріст — 174 см, вага — 65 кг.
У 1998 році Попович дебютував на юніорському чемпіонаті світу в Нідерландах. Після чого виграв чемпіонат України в командному та індивідуальному заліку.
З 2000 року Попович у найсильнішому аматорському клубі Італії «Велютекс», де за рік став лідером, вигравши велику кількість гонок. 2001-го року виграв світову першість серед чоловіків молодших 23-х років. Найвищим досягненням Ярослава в аматорському велоспорті стали перемоги на чемпіонаті та Кубку світу. З 2002 року стає професійним велогонщиком, підписавши контракт з бельгійським клубом «Лендбоукредит Кольнаго» (Colnago). Ярослав Попович став лідером команди і завоював у 2003-му «бронзу» у багатоденній велогонці «Джиро д'Італія».
З 2005 року Попович перейшов у команду «Діскавері Ченел» (США), в якій вважався наступником лідера команди Ленса Армстронга, але погодився на статус грегарі. Грегарі — гонщик, який зосереджений на командній роботі на лідера. На «Тур де Франс» 2005 року завоював «білу майку» найкращого молодого гонщика та посів 12-те місце у індивідуальному заліку. Найбільшим успіхом Ярослава на цей час є перемога на «Турі Каталонії» у 2006 році.
2007-го року, вже працюючи на іспанця Альберто Кантадора, який в результаті виграв першу в житті «Велику петлю», Ярослав фінішував на «Тур де Франс» восьмим. Досі ніхто з українців так високо в генеральній класифікації найпрестижнішої велобагатоденки не підіймався. 2007 рік був у кар'єрі Поповича піковим..
У 2008 році, після того як команда «Діскавері Ченел» заявила про припинення своєї діяльності перейшов у «Сайленс-Лотто». У складі цієї команди він брав участь у велогонці «Тур де Франс» — 2008. У 2009-ому році виступав у команді «Астана». З 2010-ого року виступав у команді «Радіо Шак» на позиції «грегорі» (італ. Gregario). На початку квітня 2016 року 36-річний Ярослав Попович після одноденної гонки «Париж — Рубе» офіційно завершив кар'єру. 11 квітня 2016 року він розпочав діяльність у новому статусі — спортивного директора своєї останньої професійної команди «Trek Segafredo».

## Досягнення
- 2001
  - Чемпіон світу серед гонщиків до 23 років.
- 2002
  - Володар Кубка світу.
  - 12-те місце в загальному заліку «Джиро д'Італія».
- 2003
  - 3-тє місце в загальному заліку «Джиро д'Італія».
- 2004
  - Джиро д Італія.
    - 5-те місце в загальному заліку.
    - Провів три дні лідером загального заліку (в Рожевій Майці).
    - Володар Призу Джіакотеллі.
- 2005
  - Переможець Вуельти Каталонії.
  - 3-тє місце на 2-му етапі велогонки Париж-Ніца.
  - 2-ге місце на 7-му етапі Дофіне Лібере.
  - Тур де Франс.
    - 12-те місце в загальному заліку.
    - Володар «Білої майки» Тур де Франс.
- 2006
  - Тур де Франс.
    - 25-те місце в загальному заліку.
    - Переможець 12-го етапу.

  - Тур Джорджії.
    - 3-тє місце в загальному заліку.
    - Переможець 2-го етапу.
    - Третє місце на 5-му етапі.
    - Друге місце в загальній класифікації спринтерів.

  - Вуельта Каталонії (велогонка).
    - 17 місце в загальній класифікації.
    - Переможець 2-го етапу (гонка з роздільним стартом).
- 2007
  - Переможець 5-того етапу гонки Париж-Ніца.
  - Тур де Франс.
    - 8 місце у загальному заліку.
    - Приз за волю до перемоги — 9-тий етап.
    - 4-те місце на 19-му етапі (з роздільним стартом).
    - 3-тє місце в гірській класифікації.
- 2009
  - Тур де Франс.
    - Переможець 4-го етапу з командою Астана.

## Клуби
- 2002 Landbouwkrediet-Colnago
- 2003 Landbouwkrediet-Colnago
- 2004 Landbouwkrediet-Colnago
- 2005 Discovery Channel Pro Cycling Team
- 2006 Discovery Channel Pro Cycling Team
- 2007 Discovery Channel Pro Cycling Team
- 2008 Silence-Lotto
- 2009 Team Astana
- 2010 Team RadioShack
- 2011 Team RadioShack
- 2012 RadioShack-Nissan
- 2013 RadioShack-Leopard
- 2014 Trek Factory Racing
- 2015 Trek Factory Racing
- 2016 Trek Factory Segafredo